# Moki Dugway
Le Moki Dugway est une section de route américaine dans le comté de San Juan, dans l'Utah. Protégée au sein du Bears Ears National Monument, cette série de virages en lacets à flanc de rempart lie la Valley of the Gods au sommet d'une mesa, la Cedar Mesa, qui la surplombe plus à l'ouest. Elle fait partie du Trail of the Ancients.